# André Stolz
André Stolz (* 8. Mai 1972 in Wiesbaden-Sonnenberg) ist ein deutscher Politiker der CDU. Er ist seit 2024 Mitglied des Hessischen Landtags.

## Beruflicher Werdegang
Nach dem Abitur 1991 absolvierte er seinen Grundwehrdienst beim 3. Nachschubbataillon 310 in Diez an der Lahn. Stolz studierte von 1992 bis 1998 Volkswirtschaftslehre mit mathematischem Schwerpunkt an der Johannes Gutenberg-Universität in Mainz, welches er als Diplom-Volkswirt abschloss. Nach seinem Studium arbeitete er bis Juni 2003 als wissenschaftlicher Referent für die CDU-Landtagsfraktion in Wiesbaden.
Von Juli 2003 bis Juni 2007 war er Leiter der Servicestelle Finanzplatz-Frankfurt im Hessischen Ministerium der Finanzen in Wiesbaden. Anschließend wechselte er zur LTH-Bank für Infrastruktur in Offenbach, wo er von Juli 2007 bis August 2009 als Referent für Finanzierungsfragen tätig war.
Von September 2009 bis Juni 2014 leitete er das Hauptreferat Risikocontrolling bei der Wirtschafts- und Infrastrukturbank Hessen in Offenbach. Im Mai 2014 wurde er zum Leiter der Abteilung Risikomanagement der Wirtschafts- und Infrastrukturbank Hessen (WIBank) ernannt, eine Position, die er bis November 2021 innehatte.
Von Dezember 2021 bis Dezember 2023 leitete er die Abteilung Wohnungs- und Städtebau der Wirtschafts- und Infrastrukturbank Hessen (WIBank) und war Abwesenheitsvertreter des Sprechers der Geschäftsleitung.
Seit 2016 ist er Verwaltungsrat der Nassauischen Sparkasse (Naspa) und seit 2011 Vorsitzender der Verbandsversammlung des Sparkassenzweckverbandes Nassau.
Stolz ist evangelisch, verheiratet und hat zwei Kinder.

## Politischer Werdegang
Stolz ist seit 2024 Mitglied des Hessischen Landtags, bei der Landtagswahl in Hessen am 8. Oktober 2023 trat er im Wahlkreis 29 – Rheingau-Taunus II an. Die CDU erhielt in diesem Wahlkreis 41,6 % der Erststimmen und Stolz erhielt dadurch das Direktmandat. Für seine Fraktion ist er Mitglied im Haushaltsausschuss sowie Wirtschafts- und Verkehrsausschuss. Stolz ist zudem Obmann des Unterausschusses Finanzcontrolling und Verwaltungssteuerung.
Seit 2001 ist er Mitglied im Kreistag des Rheingau-Taunus-Kreises. Zwischen 2009 und 2021 war er Vorsitzender der CDU-Fraktion. Seit 2021 steht er dem Kreistag des Rheingau-Taunus-Kreises als deren Vorsitzender (Kreistagsvorsitzender) vor. Stolz gehört dem Kreisvorstand der CDU Rheingau-Taunus seit 1995 an. Derzeit ist er Schatzmeister des Kreisverbandes. Zudem ist er Mitglied im Bezirksvorstand des Bezirksverbandes der CDU Westhessen.
Stolz ist seit 1988 ehrenamtlich politisch aktiv. Er begleitete diverse Führungsaufgaben auf allen Ebenen in der Jungen Union Deutschlands und war zwischen 2002 und 2008 deren stellvertretender Bundesvorsitzender. 